# الصنيميات
الصنيميات موقع أثري قديم يقع في منطقة الجوف شمال المملكة العربية السعودية.

## الوصف
يتكون هذا الموقع من عدد من التلال الأثرية الصغيرة، تقع في الجزء الشمالي الغربي من دومة الجندل وهي متباعدة وتتخلل المساكن الحديثة٬ بل إن بعضها وجد داخل ساحات بعض المنازل. في عام 1405 هـ الموافق 1985م قام فريق من وكالة الآثار والمتاحف بحفر ثلاثة من تلك التلال٬ واستكمل العمل في السنة التالية، حيث كشفت أعمال الحفر عن أن الموقع يتكون من مقابر جماعية شيدت في منخفض صناعي محفور٬ وقد استخدمت المساحة التي تفصل الجدران بعضها عن بعض لدفن الموتى٬ وقد تكرر هذا النمط المعماري في التلال الثلاثة المحفورة.
وقد عثر داخل تلك المقابر على كميات كبيرة من العظام الآدمية تختلط بها مواد أثرية منوعة٬ أبرزها: المواد الفخارية٬ والزجاج٬ والخرز٬ والمسكوكات النبطية والرومانية٬ ومجموعة من الحلي الذهبية. عُرف هذا النمط من المقابر خلال العصر النبطي٬ وقد وجد في عدد من المواقع٬ وبخاصة في موقع ممبسس (Mampsis) بصحراء النقب بفلسطين. إلا أن مقابر الصنيميات استخدمت في فترتين مختلفتين: الفترة النبطية٬ والفترة التي توازي العصر الروماني المتأخر (القرن الثاني - والثالث الميلادي) لأن المواد الأثرية المكتشفة تعود إلى هاتين الفترتين٬ فقد وجدت مسكوكات نبطية تؤرخ إحداها لفترة حكم الملك النبطي الحارث الرابع (9 ق.م - 40م)٬ أما المسكوكات الرومانية فتؤرخ إحداها إلى سنة 118م.
وهذا ويشير إلى أن المقابر استمر استخدامها أو أنه أعيد استخدامها في فترة القرن الثاني الميلادي، ما يؤكد أن دومة الجندل استمرت بعد سقوط البتراء في سنة 106م٬ واستطاعت أن تتعايش مع الوجود الروماني في بلاد الشام طبقًا لاكتشاف نقش لاتيني في دومة الجندل يتحدث عن مهمة قام بها الفيلق الثالث الروماني في دومة الجندل٬ ويعود تاريخ هذا النقش إلى فترة حكم الإمبراطورة سبتموس سايروس وكاركلا (211 - 197 ق.م) ما يؤكد اهتمام الرومان بدومة الجندل وتأمين حركة تجارة القوافل عبر وادي السرحان.